# Бронька
Бро́нька — село в Україні, у Закарпатській області, Довжанська сільська громада з 2020 року Хустський район.
Розташована на березі річок Боржава і Бронька, за 28 км від міста Іршави.

## Історія
Перша згадка про село є в документах за 1464 рік. Але ще з другої половини ХІІІ ст. тут існував феодальний замок — Бронецький замок, який у 1265 році згадується під назвою Borynka.
Згадки: 1273: Borynka, 1274: Baranka, 1321: Baranca, 1341: Baranka, 1454: Boronica, Bronyka, 1460: Bronka, 1468: Branka, 1555: Boronka , 1725: Bronyka, 1773: Szuhha Bronka, 1808: Bronyka, Suchá Broňka, 1828: Bronyka, 1838: Bronyka, 1851: Bronyka, 1877: Szuha-Bronyka, 1913: Szuhabaranka, 1930: Broňka, 1944: Szuhabaranka, Суха Бронька, 1983: Бронька
Село було власністю сім'ї Довгаї і належало до Береґського повіту до середини 15 століття.
На території села знаходиться загальноосвітня школа І-ІІІ ступенів. Серед промислових об'єктів лісопилорама довжанського лісомисливського господарства.

Бронецький замок
1273 року Бронецький замок згадується в грамоті угорського короля Ласло IV Куна, де сказано, що замок був взятий у ворогів його батька, короля Іштвана V. Не відомо чи залишився замок у королівській власності або ж був подарований, подібно Вишковського замку, одному з наближених до короля феодалів.
Замок також згадується 1291 р. в грамоті Ендре III (1265—1301), останнього короля Угорщини з династії Арпадів. Ендре III був змушений вести боротьбу з іншим претендентом на угорський трон — герцогом Альбрехтом Австрійським (1255—1308). Після року боротьби Альбрехт відмовився від подальшої боротьби і уклав мирний договір з Угорщиною. За одною з умов цього договору Ендре III належало зруйнувати кілька невеликих прикордонних фортець. У число цих укріплень, яким договір підготував незавидну долю, потрапив і Бронецький замок.
У 1336 р. згадується в межових описах місцевості, як «destructum castrum Baranka», тобто «зруйнований Бронецький замок». Очевидно, до середини 14 століття життя на замчищі повністю завмерло, укріплення було надовго занедбане. У всякому разі, археологічні знахідки, що відносяться до основного етапу життя на замчищі, відносяться до періоду 2-ї пол. 13 — поч. 14 ст.
Угорський дослідник та історик Шандор Ковач вважає, що в зруйнованому замку влаштувалася група розбійників, які використовували укріплення на горі як притулок, поки не були розгромлені в 1471 році. Про лігво розбійників на горі розповідають місцеві легенди. Ці легенди дали підставу дослідникам (Дмитро Поп, Іван Поп) вважати, що замок належав феодалу-лицареві, який займався пограбуваннями та розбоєм. Під час обстеження замчища в 2008 році було знайдено незначну кількість матеріалу 15 століття, що підтверджує версію про використання в цей період руїн замку, ймовірно, як притулок.

## Заказники
На схід від села розташований Річанський зоологічний заказник та іхтіологічний заказник «Ріка».
Річа́нський зака́зник — загальнозоологічний заказник загальнодержавного значення. Охороняється лісовий масив, що є місцем концентрації та розмноження цінних видів тварин. Основними лісотвірними породами є бук і дуб з домішкою ялини, ясена, липи, вільхи.
Тваринний світ характерний для лісів Закарпаття: олень благородний, сарна європейська, свиня дика, куниці — лісова і кам'яна, ведмідь бурий, рись, а також кіт лісовий, занесений до Червоної книги України.
Рі́ка — іхтіологічний заказник місцевого значення
Площа 394 га. Статус надано згідно з рішенням облвиконкому від 25.07.1972 року № 243, ріш. ОВК від 18.10.1983 року № 270, ріш. ОВК від 23.10.1984 року № 253. Перебуває у віданні ДП «Довжанське ЛМГ» (Річанське лісництво, кв. 28, 29). Статус надано з метою охорони цінних лососевих видів риб, що водяться в річці Бронька та її притоках.
Гірські потічки — притоки річки Боржави і (частково) Ріки, є місцем нересту і нагулу рідкісних видів риб.

### Легенда про село Бронька
Колись давно на одній з високих гір поселився злий цар Бринда, який знущався з бідних людей. Мав він багато вірних слугів, котрі виконували його накази якими б жорстокими вони не були.
В замку де жив цар, були таємні кам'яні входи, про які ніхто з його слуг не знав. З гори на гору в царя височів, над річкою, полотняний міст, за допомогою, якого цар перебирався на протилежний бік, де в нього були бджоли з вуликами. Ця гора так і називається Пчолинок.
Селяне важко працювали на полях, а в кінці року більшу частину урожаю віддавали царю. Щоб потрапити на свої поля люди проходили вздовж річки, що протікала під полотняним мостом. Бринда побачивши людей, які йшли на поля, наказував своїм слугам виливати на них «кип'яток». Зазнаючи важких опіків селяни не раз поверталися додому не дійшовши на поля.
Одного разу старійшини зібрали раду, щоб вирішити, як налякати, а можливо і прогнати царя з гори. Вирішили почепити великій худобі на голови запалені свічки, взяти в руки вили і граблі та піти до царя. Вночі по виганяли худобу качок, гусей. Тварини почали видавати кожен свої різні звуки: корови — мукати, воли — ревіти, качки гуси собі кричати. Знявся гамір і крик.
Почувши незрозумілі звуки та побачивши вдалині вогняні світла цар наказав осідлати свого «трьох-копитного» коня. Сів на коня і як стрибнув від свого замку аж на плитну (великий камінь), там і розбився. І сьогодні можна побачити сліди від трьох копит, так стали і називати гору де розбився Бринда — Плитна.
З того часу пройшло багато років, люди змогли спокійно жити, а село назвали Бронька. Слуги царські розбіглися, а кам'яний замок заріс густим лісом, залишивши тільки вузькі стежки, що ведуть на гору Город.

## Храми
храм Вознесіння Господнього. 1847.
Місцева легенда розповідає про дзвін з 1240 р., що був переданий до монастиря в Приборжавське.
У 1801 р. в селі була маленька, досить добра дерев'яна церква, котра стояла «на цинтари» й існувала, мабуть, аж до будівництва теперішньої кам'яної церкви.
У 1902 р. о. А. Дем'янович подарував два угри землі для майбутньої парохії, а згодом дав збудувати кам'яний мур довкола церкви. У 1972—1973 роках стінопис перемальовували і тоді виявили прізвище автора старого малювання. Ним був Товт, що малював церкву в середині XIX ст.
Парох села Іван Роман у 1951 р. був засуджений на 25 років каторги. Повернувся 1956 р. Служив підпільно, а в квітні 1989 р. провів першу відкриту греко-католицьку службу в Виноградові.

## Населення
Згідно з переписом УРСР 1989 року чисельність наявного населення села становила 1753 особи, з яких 849 чоловіків та 904 жінки.
За переписом населення України 2001 року в селі мешкало 1812 осіб.

## Туристичні місця
- Бронецький замок 
- На схід від села розташований Річанський зоологічний заказник 
-  іхтіологічний заказник «Ріка».
- храм Вознесіння Господнього. 1847 

### Мова
Розподіл населення за рідною мовою за даними перепису 2001 року:
| Мова       | Відсоток |
| ---------- | -------- |
| українська | 99,01 %  |
| російська  | 0,55 %   |
| угорська   | 0,22 %   |
| білоруська | 0,11 %   |
| словацька  | 0,06 %   |